# Quitting
Quitting er en kortfilm instrueret af Benjamin Dahlerup efter manuskript af Benjamin Dahlerup og Sarah Jönsson.